# Katra Komar
Katra Komar (* 16. Mai 2001) ist eine slowenische Skispringerin.

## Werdegang
Katra Komar startete am 13. und 14. September 2014 zum ersten Mal im Rahmen von zwei Wettbewerben in Einsiedeln im Alpencup, wo sie zweimal den 13. Platz belegte. Die nächsten Jahre über folgten weitere Starts im Alpencup, wo sie auch einige Podestplatzierungen belegte. Bis heute (Stand Oktober 2018) konnte sie zudem insgesamt sechs Wettbewerbe gewinnen. Am 11. und 12. März 2016 debütierte Komar in Harrachov im FIS-Cup, wo sie Platz 11 und 13 erreichte; weitere FIS-Cup-Starts folgten. Einige Monate später erfolgte am 26. und 27. August 2016 in Oberwiesenthal ihr Debüt im Continental Cup, wo sie die Plätze 32 und 41 belegte und damit ihre ersten Continental-Cup-Punkte noch verfehlte. Dies gelang ihr erst bei ihrem dritten Start im Continental Cup ein Jahr später am selben Ort mit den Plätzen 25 und 17.
Bei den Nordischen Junioren-Skiweltmeisterschaften 2017 in Park City, Utah belegte Komar im Einzelwettbewerb den 26. Platz und gewann im Mannschaftswettbewerb am 3. Februar 2017 zusammen mit Jerneja Brecl, Nika Križnar und Ema Klinec die Silbermedaille hinter Deutschland und vor Österreich. Bei den Junioren-Skiweltmeisterschaften 2018 im schweizerischen Kandersteg wurde sie mit der slowenischen Mannschaft, bestehend aus demselben Team wie 2017, Weltmeisterin. Im Einzelwettbewerb belegte sie den 18. Platz, im Mixed-Teamwettbewerb wurde sie zusammen mit Jerneja Brecl, Domen Prevc und Žak Mogel Fünfte.
Am 27. Januar 2018 gab Komar im heimischen Ljubno ihr Debüt im Skisprung-Weltcup, wo sie zunächst als 37. die Punkteränge verpasste. Diese erreichte sie erstmals im März 2018 in Oberstdorf mit Belegen des 29. Ranges. Nachdem sie zu Beginn der Saison 2018/19 keine Weltcup-Punkte sammeln konnte, trat Komar Mitte Januar 2019 zu den Continental-Cup-Springen in Planica an, bei denen sie sich zweimal auf dem Podest platzieren konnte. Bei den Nordischen Junioren-Skiweltmeisterschaften 2019 in Lahti belegte sie den 14. Platz im Einzel sowie jeweils den fünften Rang im Frauen-Team als auch im Mixed-Team. Nachdem Komar Ende Februar ihren ersten Continental-Cup-Sieg in Brotterode feiern konnte, erzielte sie mit dem 17. Platz beim Weltcup-Springen in Lillehammer im Rahmen der Raw Air 2019 ihr bestes Saisonresultat.

## Erfolge

### Continental-Cup-Siege im Einzel
| Nr. | Datum            | Ort        | Typ         |
| --- | ---------------- | ---------- | ----------- |
| 1.  | 24. Februar 2019 | Brotterode | Großschanze |

## Statistik

### Weltcup-Platzierungen
| Saison  | Platz | Punkte |
| ------- | ----- | ------ |
| 2017/18 | 52.   | 002    |
| 2018/19 | 37.   | 044    |
| 2019/20 | 27.   | 095    |
| 2020/21 | 36.   | 044    |
| 2021/22 | 49.   | 009    |
| 2022/23 | 37.   | 102    |
| 2023/24 | 26.   | 190    |

### Grand-Prix-Platzierungen
| Saison | Platz | Punkte |
| ------ | ----- | ------ |
| 2018   | 34.   | 015    |
| 2019   | 23.   | 030    |
| 2020   | 09.   | 029    |
| 2021   | 26.   | 054    |
| 2022   | 18.   | 067    |
| 2023   | 13.   | 115    |
| 2024   | 48.   | 011    |

### Continental-Cup-Platzierungen
| Saison  | Platz | Punkte |
| ------- | ----- | ------ |
| 2017/18 | 13.   | 127    |
| 2018/19 | 02.   | 246    |
| 2019/20 | 57.   | 052    |
| 2021/22 | 57.   | 055    |